# 日下尚
日下尚（日语：／ Kusaka Nao，2000年11月20日—），日本男子摔跤运动员，2023年世界摔跤锦标赛男子古典式77公斤级铜牌得主、2024年亚洲摔跤锦标赛男子古典式77公斤级金牌得主、2024年夏季奥林匹克运动会男子古典式77公斤级金牌得主。